# Bundesinnungskrankenkasse Gesundheit
Die Bundesinnungskrankenkasse Gesundheit (Eigenschreibweise BundesInnungskrankenkasse Gesundheit, kurz BIG direkt gesund) ist eine deutsche Innungskrankenkasse mit Sitz in Berlin und Verwaltung in Dortmund. Als Krankenkasse ist sie eine Körperschaft des öffentlichen Rechts. Gegründet wurde sie 1996 von der Bundesinnung der Hörakustiker. Sie gilt als Deutschlands erste Direktkrankenkasse.

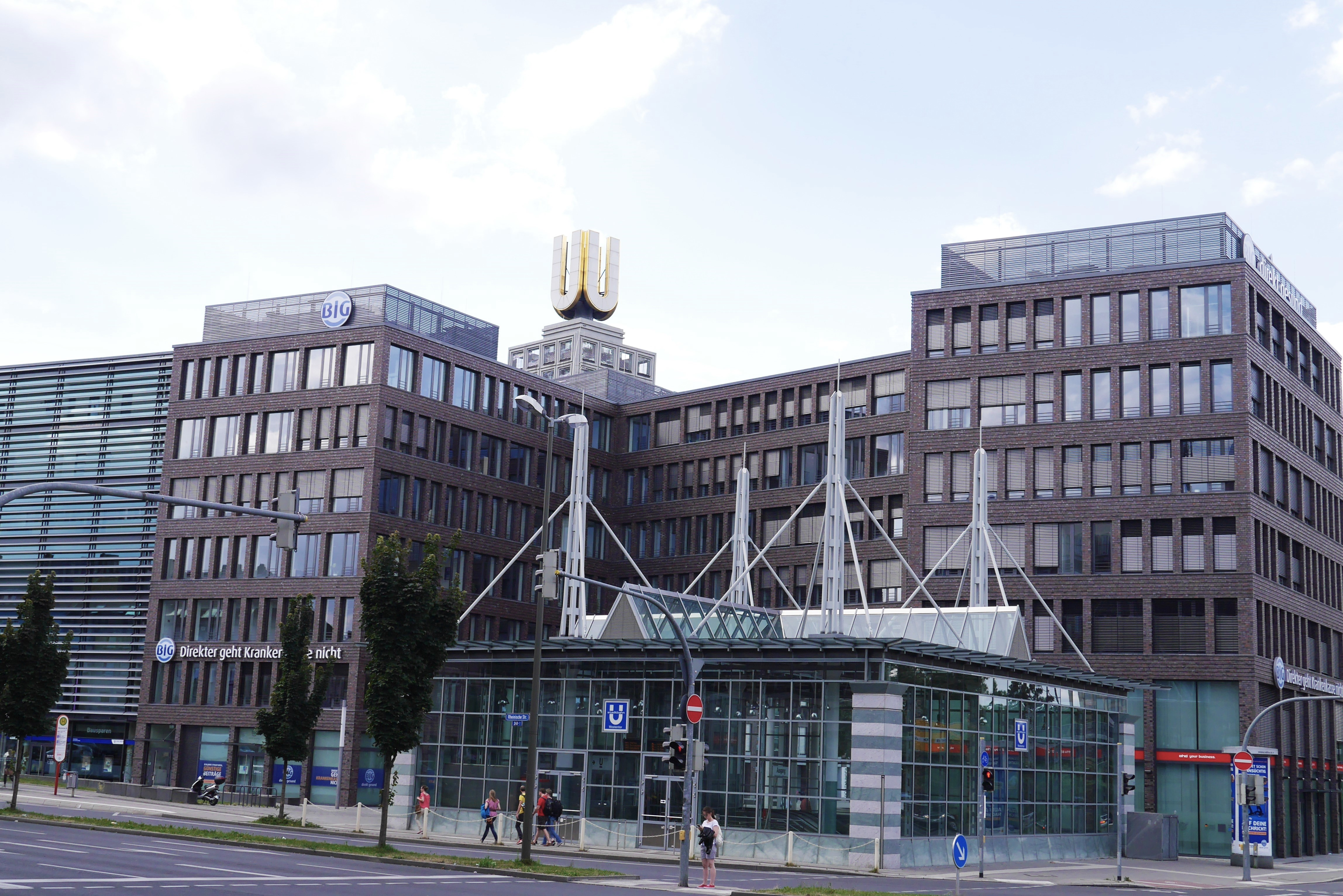
Das BIG-Verwaltungsgebäude am Dortmunder U

BIG direkt gesund ist bundesweit geöffnet und betreut nach eigenen Angaben rund 480.000 Versicherte und 120.000 Arbeitgeber. In  bundesweit 13 BIGshops – Schwerpunkt ist NRW – wird Beratung vor Ort angeboten. Die BIG beschäftigt an den operativen Standorten rund 950 Mitarbeitende.
Am 1. Juli 2009 wurde ein Logorelaunch inklusive Namensänderung durchgeführt: Aus der Kurzform BIG Gesundheit wurde BIG direkt gesund. Am 1. Januar 2015 wurde die Betriebskrankenkasse der Victoria und D.A.S. Versicherungs-Gesellschaften eingegliedert, zum 1. Januar 2021 die Actimonda BKK.